# Provincia di Andrés Ibáñez
Andrés Ibáñez è una provincia del dipartimento boliviano di Santa Cruz ed il suo capoluogo è Santa Cruz de la Sierra.

## Storia
La zona, anticamente chiamata Cercado, cambiò nome il 6 dicembre 1944 come omaggio al dottor Andrés Ibáñez, fondatore della corrente federalista nella zona orientale della Bolivia.

## Geografia antropica

### Suddivisioni amministrative
La provincia è suddivisa in 5 comuni:
- Santa Cruz de la Sierra
- Cotoca
- Porongo
- La Guardia
- El Torno

## Etnografia
La composizione etnografica della zona è composta principalmente da meticci, nativi americani, europei e da minoranze israeliane, turche, tedesche, austriache, giapponesi e cinesi. Si verifica inoltre un forte fenomeno di immigrazione interna verso questa provincia.

## Economia
La provincia è basata particolarmente su agricoltura ma vanta nella sua giurisdizione numerose industrie. Inoltre, è una delle province produttrici di idrocarburi di Santa Cruz e il suo capoluogo è sede di grandi corporazioni internazionali che favoriscono l'economia dipartimentale. È anche una meta turistica apprezzata per vari siti di interesse artistico e culturale.